# Mare fuori
Mare fuori (Internationale titel: The Sea Beyond) is een Italiaanse televisieserie gecreëerd door Cristiana Farina, geproduceerd door Rai Fiction en uitgezonden sinds 23 september 2020 op Rai 2. In België worden de eerste drie seizoenen uitgezonden op VTM en het online mediaplatform VTM GO. In Italië gaat in het voorjaar van 2025 het vijfde seizoen van start op Rai 2.

## Rolverdeling
| Acteur               | Personage                 | Seizoen                    |
| -------------------- | ------------------------- | -------------------------- |
| Carolina Crescentini | Paola Vinci               | Seizoen 1-3                |
| Carmine Recano       | Massimo Esposito          | Seizoen 1-                 |
| Lucrezia Guidone     | Sofia Durante             | Seizoen 3-                 |
| Massimiliano Caiazzo | Carmine Di Salvo          | Seizoen 1-4                |
| Nicolas Maupas       | Filippo Ferrari           | Seizoen 1-3                |
| Artem                | Pino Pagano               | Seizoen 1-                 |
| Matteo Paolillo      | Edoardo Conte             | Seizoen 1-4                |
| Anna Ammirati        | Elisabetta "Liz" Centola  | Seizoen 1-3                |
| Valentina Romani     | Naditza                   | Seizoen 1-3                |
| Antonio De Matteo    | Lino                      | Seizoen 1-                 |
| Serena De Ferrari    | Viola Torri               | Seizoen 1-3                |
| Clotilde Esposito    | Silvia Scacco             | Seizoen 1-                 |
| Giacomo Giorgio      | Ciro Ricci                | ason 1, guest seSeizoen 2- |
| Nicolò Galasso       | Gaetano Sannino           | Seizoen 1-3                |
| Domenico Cuomo       | Gianni                    | Seizoen 1-                 |
| Clara Soccini        | Giulia Bertolacci/Crazy J | Seizoen 3-4                |